# Родич, Елена Фёдоровна
Елена Фёдоровна Родич (род. 15 марта 1931 года) — рабочая Винницкого мясокомбината Министерства мясной и молочной промышленности Украинской ССР. Герой Социалистического Труда (1971).
В 1970 году досрочно выполнила личные социалистические обязательства и плановые производственные задания Восьмой пятилетки (1965—1970). Указом Президиума Верховного Совета СССР от 26 апреля 1971 года «за выдающиеся успехи, достигнутые в развитии мясной и молочной промышленности» удостоена звания Героя Социалистического Труда с вручением ордена Ленина и золотой медали Серп и Молот.